# 有元さくら子
有元 さくら子（ありもと さくらこ、2001年8月18日 - ）は、日本のお笑い芸人。ケイダッシュステージ所属（2020年11月1日から）。東京都世田谷区出身。身長170.8cm（2019年7月）→ 172cm（2020年7月）。本名、有元 桜子（ありもと さくらこ）。

## 来歴・人物

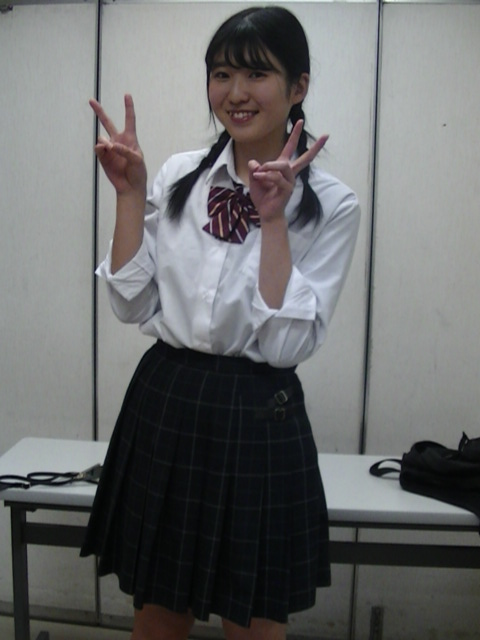
有元さくら子（2020年1月当時）

母親は占い師、父親は元レゲエシンガーである。兄が二人居り、次兄は俳優の有元啓太朗（スターダストプロモーション所属）。
「桜子」（本名）という名前は、父親が『男はつらいよ』の車寅次郎がヒロインを呼ぶように「さくら」と呼びたかったため、そして同作のヒロイン「さくら」のような女性に育ってほしいという願いを込めて名付けられたという。 「さくら」ではなく「桜子」になった理由は、父親が上記の理由とともに「さくら」という名前を親戚に伝え、親戚一同から猛反対を受けた際に祖母が言った『せめて子を付けましょう。』という謎の意見が通ったためだという。 
中学生時代の部活はバドミントン部で、キャプテンを務めていた。高校生時代の部活はハンドボール部のマネージャーだった。特技は高速まばたきだが、本人は『地下アイドル感が増す』という理由で封印している。
子供の頃はモーニング娘。のメンバーになりたかった。
小学3年生から中学2年生まではAKB48のメンバーになりたいと思っていたが、小学5年生、中学2年生と2回オーディションに応募し、どちらも書類選考で落選した。
AKB48への加入を諦めた理由は、中学2年生の時に改めてしっかり鏡を見た際、こりゃ無理だと思ったことだという。
子供の頃から背が大きかったということもあって、母親と一緒に観に行っていたプロレスの会場でアイスリボンの関係者に誘われたことがあったという。
中学2年生の時に観たM-1グランプリで、初めて漫才を観て声を出して笑ったという。そこで漫才のすごさに気付き、一気にネタにハマったという。そして同じ中学2年生の時に2週間だけNON STYLEの井上裕介と結婚したいと思った期間があり、その際に母親にどうすれば結婚できるか相談したところ「同じ土俵に登りなさい」と言われ、お笑い芸人という職業を意識し始めたという。。その母はフリーの占い師をしており、「爆乳占い師」を自称している。母親も元々お笑いが好きで、本人曰く、家庭も1日中『めちゃ×2イケてるッ!』（フジテレビ）が流れているような所とのことで、そのような所で育ったことから、お笑い芸人になるのは変わったことではなかった、兄も俳優をしていることから、家の中で反対する雰囲気は無かったという。そして、ハイスクールマンザイに幼なじみと出場して関東大会の準決勝まで進出。しかしそのコンビは結局うまく行かなかったということで解散した。その後高校2年生の2018年秋頃から芸人として活動を始める。なお、M-1グランプリにも出場したことがあり、2019年は森本サイダーとのコンビ「有元サイダー」、大塚ドリームSHOWで一緒の女優の上村琴絵とのコンビ「ゴールディン」で出場していた。
ネタは主に一人コントを主体としている。2019年8月25日に愛媛県新居浜市で行われた『第9回笑顔甲子園』で優勝。
エンターテイメント集団『大塚ドリームSHOW』に参加している。
あかねさすの風間春菜は自分を可愛がってくれるなど色々と世話になっているということで、“師匠”と慕い、感謝をしてもし切れないという。 
趣味は釣り、昭和歌謡。昭和時代のアイドルに魅了されているところもあり、アイドルとして松田聖子や河合奈保子、女の子として麻丘めぐみや岡田有希子がタイプとしていたこともある。ただ平成〜令和期のアイドルでも、超ときめき♡宣伝部のファンであることを公言。
女子高生時代は「女子高生芸人」という肩書にこだわりを持っていたことで「私なんてJK（女子高生）じゃなくなったらただの女体」だと話していたことがある。なお、高校は2020年3月で卒業している。
デビュー以来フリーで活動してきたが、2020年11月1日よりケイダッシュステージに所属となった。ケイダッシュステージを選んだ理由は、トム・ブラウンのM-1グランプリ決勝進出を祝うメッセージを後輩たちがSNSにアップしているのを見て「いい事務所」と感じたため。

## 出演

### テレビ
- めざましテレビ（フジテレビ）- 2019年10月17日「キラビト!」コーナー
- EXI怒（テレビ朝日）- 2019年12月28日
- 真夜中のおバカ騒ぎ!（チバテレ、TOKYO MX）- 2019年12月27日／12月29日
- その他の人に会ってみた（TBS）- 2020年2月18日
- 人を見た目で判断するな!（フジテレビ）- 2020年3月24日
- 審査員長・松本人志（TBS）- ナレーターとしてレギュラー出演[25]
- ウチ、"断捨離"しました!（BS朝日）- 2021年2月1日
- NON STYLE井上のバズらせJAPAN（三重テレビ放送）- 2022年2月24日[26]
- ニューヨークと蛙亭のキット、くる!!（テレビ神奈川）- 2022年8月3日[27]
- ミクチャTV（チバテレ）- 2022年8月28日から『有元さくら子の殴るなら殴れ』を放送[28]
- よるのブランチ （TBS）- 2023年2月8日「未来のスターを探せ！サキドリ芸人SHOW」。本人曰く、ネタをフルでネタをやったのがテレビで放送されたのはこれが初めてとのこと[29]。

### ラジオ
- Good Choice Radio（FM AICHI）- 2020年2月24日[30]

### CM
- Z会（ラジオCM　2021年3月8日から文化放送『レコメン!』内中心で放送[31][32]）

### インターネット配信
- キズマシーンとさくら子の油風呂油（ニコジョッキー　2021年から）

### ライブ
- 今日のお部屋はさくら色（自ら主催のトークライブ）
- ミニ単独ライブ『コスプレになるその前に。』（2023年6月11日、新宿バティオス）[33]
※元々このライブは本人の高校卒業式直後の2020年3月29日に中野区野方区民ホールで開催予定だった[34]が、コロナ禍のために延期になり[35]、その“リベンジ”（本人曰く）として3年3か月延期となった末に開催が実現した[36]。